# بطولة بارايبانو 2014
بطولة بارايبانو 2014 هو الموسم 104 من بطولة بارايبانو ‏. أقيم خلال الفترة 12 يناير 2014 وحتى 29 يونيو 2014، وكان عدد الأندية المشاركة فيه 10، وفاز فيه نادي بوتافغو لكرة القدم.